# Temerl Bergson
Temerl Bergson, död 1830, var en polsk-judisk bankir och filantrop.
Hon var dotter till en förmögen judisk köpman. Hon gifte sig först med köpmannen Jacob Jacobson, och 1787 med köpmannen och bankiren Berek Bergson. Efter sin andra makes död 1822 tog hon över hans affärsverksamhet. Hon var redan innan hon blev änka väl känd för sitt gynnande av Chassidismen bland judarna i Polen, och hon drev också allmän filantropi i det judiska samhället, specifikt riktad mot chassidiska judar, en verksamhet hon fortsatte med och utökade som änka. Hon har kallats för Chassidismens Doña Gracia ".